# Francisco Santos
Francisco Santos este un oraș în Piauí (PI), Brazilia.